# Nearcha dasyzona
Nearcha dasyzona là một loài bướm đêm thuộc họ Geometridae. Nó được tìm thấy ở Úc.

## Hình ảnh

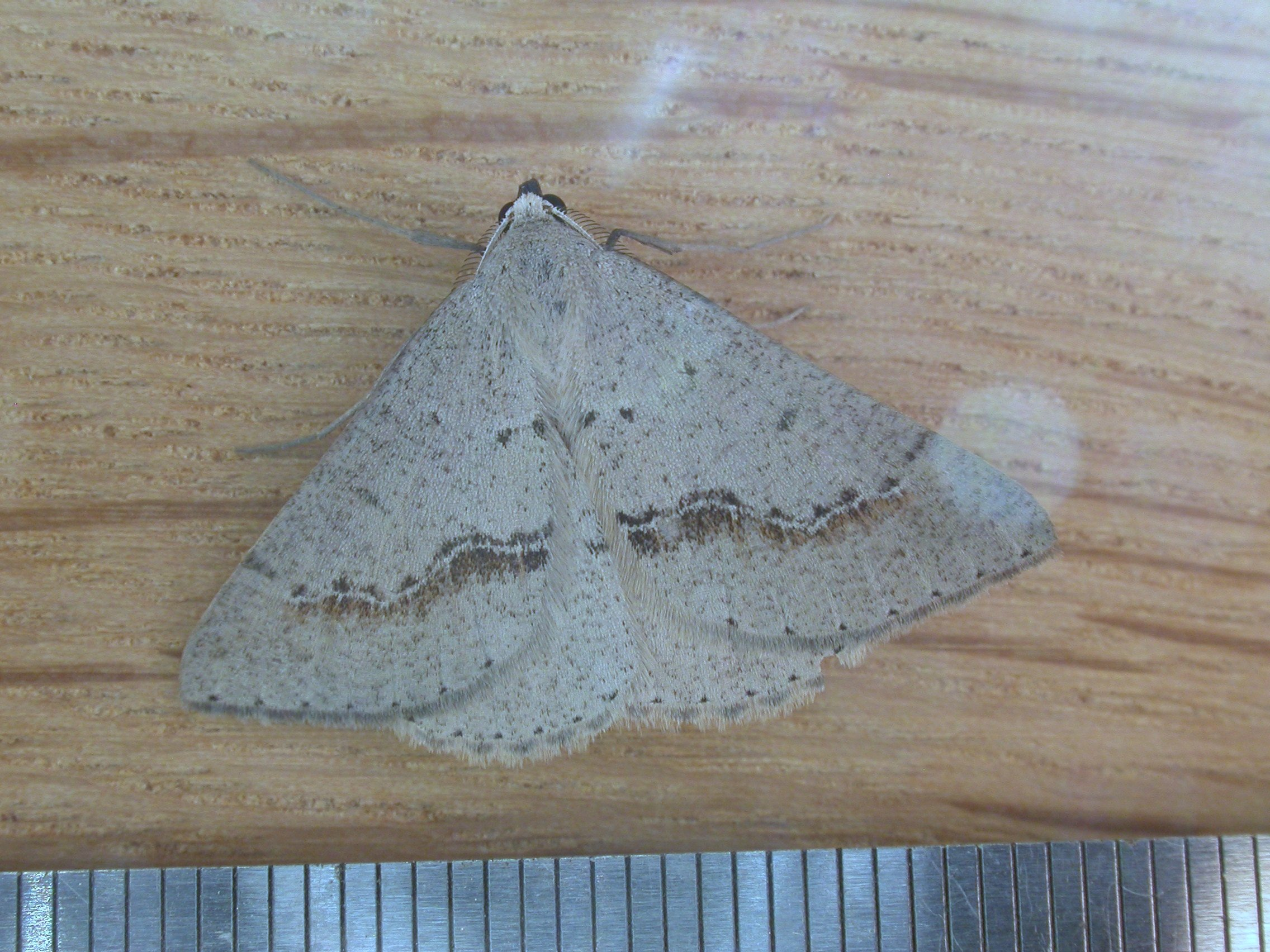
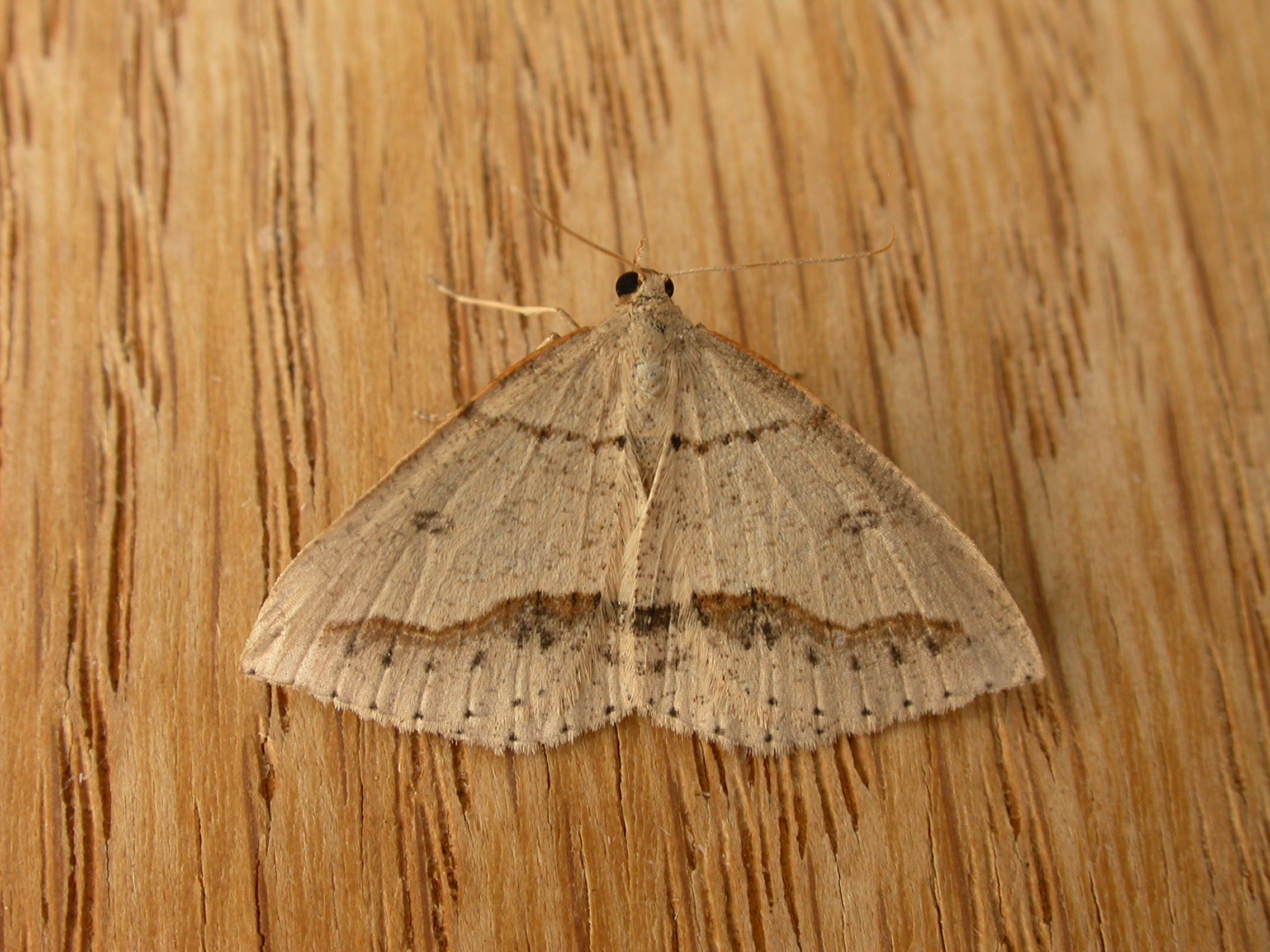
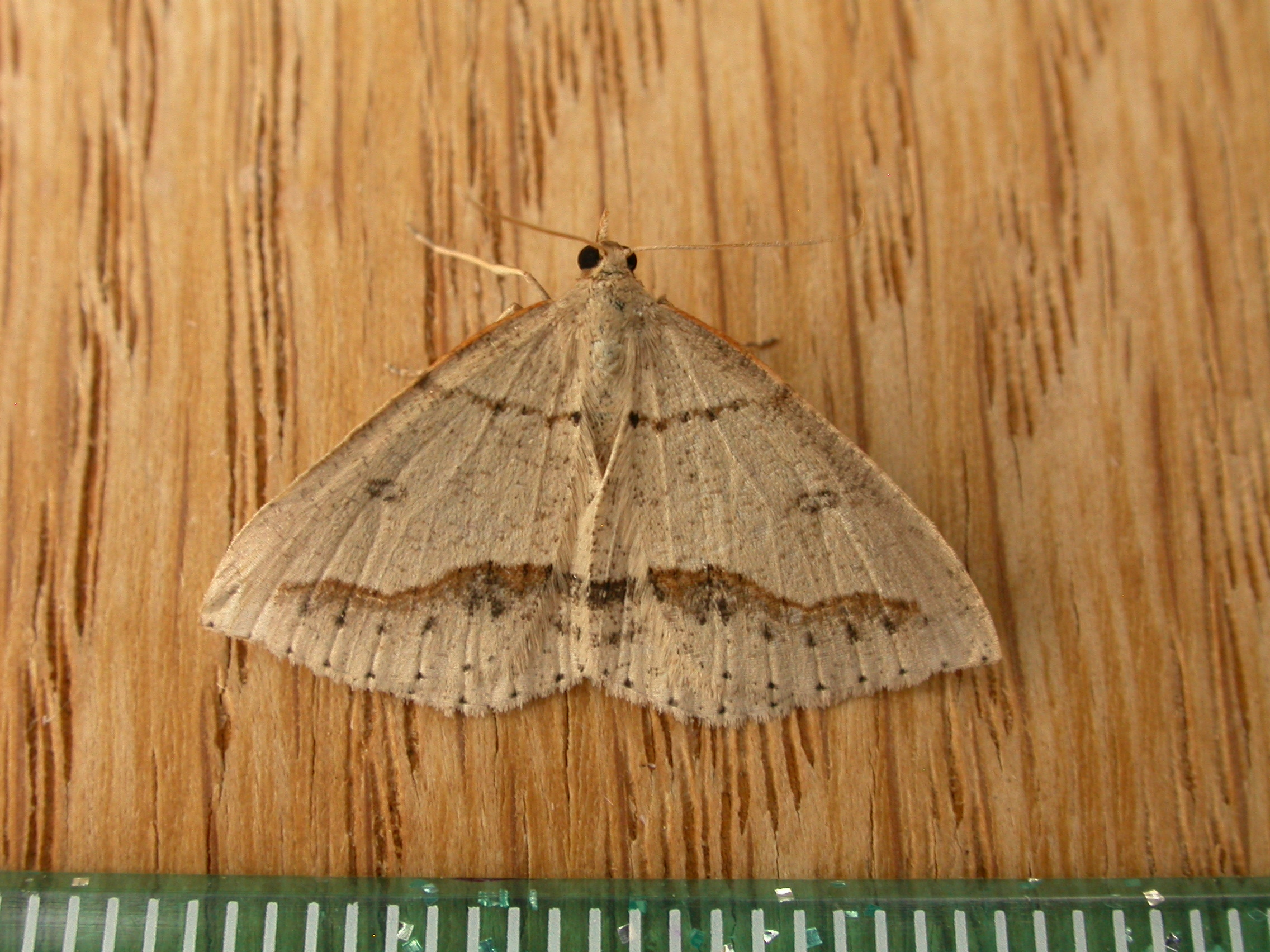